# Battles of Prince of Persia
Battles of Prince of Persia är ett spel till Nintendos bärbara konsol Nintendo DS. Det släpptes den 7 december 2005 i Nordamerika och 8 december samma år i Europa.